# コエダ小林
コエダ 小林（こえだ こばやし、1996年 - ）は、兵庫県出身の実験家、プロダクトデザイナー。

## 人物
自然現象の翻訳をテーマに、研究者のように意識深く物事に向き合いつつ、探検家のような探求心で純粋に楽しむことを目的に制作を続けている。
2018年、ミラノデザインウィーク（Milano Design Week）にて FUTURE DOME PRIZE ( CATEGORY: Emotional Syntheses) を受賞。
神戸芸術工科大学にてインダストリアルデザインを学び、合同会社A Studio Designにて安積伸の元でアシスタントを3年間担当。 
現在は会社員、個人作家、起業家など多方面での活動を行う。
2022
- 東京藝術大学に所属。
- 21B STUDIO（トゥーワンビースタジオ）所属[3] 。
- 個人プロダクトデザイン事務所代表。
- シェアスペース＆LAB「moku²」運営。

2023
- 飲食店「小熊飯店」にて調理と接客を担当。
- TOKYO G LABORATORY.にて教育に携わる。

2024
- 株式会社KURUKURU 所属

## 主な受賞歴
2018
- Milan Design Week  FUTURE DOME PRIZE ( CATEGORY: Emotional Syntheses )

2019
- TOKYO MIDTOWN AWARD Finalists ファイナリスト 2019[4]

2020
- KOKUYO Design Award 2020 Finalists[5]

2021
- 14th SHACHIHATA Product Design Competition Finalists[6]
- NPO法人日本総合デザイン サポート協会 JGDSA 2020[7]

2022
- KOKUYO DESIGN AWARD 2022 優秀賞「果実の楽器」[8]
- KOKUYO DESIGN AWARD 2022 優秀賞「描画で広がる質感の世界」[8]
- 15th SHACHIHATA Product Design Competition Finalists[6]

2023
- 「DESIGNART TOKYO 2023」_UNDER 30選出

2024
- 国際デザイン賞「K-DESIGN AWARD 2023」 - 「和柄紋様朱肉」がWINNERを受賞

## 主なメディア情報
2023
- webメディア「Beyond Magazine」掲載
- デザイン誌「AXIS」10月号vol.225の特集「次世代デザイナーの群像」掲載
- 第三研究室成果展 グループ展
- 桑沢デザイン研究所 『Kolere』山田遊×21B STUDIO　対談トークショー
- 音声配信「スナック あくしす」出演
- MITTSU PROJECT　-人と人をつなげる食品パッケージ-
- Tokyo Midtown DESIGN TOUCH 2023
- TOKYO MIDTOWN DESIGN TOUCH 2023
- Exploring Design's Future: sekisai inc. & 21B STUDIO in Dialogue.
- PechaKucha Night x DESIGNART Tokyo Special
- MMM/moku moku market_vol.02

2024
- デザイン誌「AXIS」AXIS vol.228 特集「PRODUCT DESIGN 2024 / 特別対談 ｜ 西堀 晋×21B STUDIO」掲載
- NEW Podcasters ClubMeet 「NEW People | 21B STUDIO」ラジオ配信
- 東京造形大学「デザインコンペ？」特別講義
- 株式会社NOU/狩野佑真 主催 「NOU Inc. Open Studio+Exhibition+Conversations 2024」
- AWRD /インタビューシリーズ「自然現象の探求」
- Design for Artist Community】-アーティストとコミュニティ-